# Poa lehoueroui
Espèce
Poa lehoueroui est une espèce de plantes à fleurs monocotylédones de la famille des Poaceae (graminées), sous-famille des Pooideae, endémique de la Tunisie.

## Étymologie
L'épithète spécifique, « lehoueroui », est un hommage au botaniste français, Henry-Noël Le Houérou, qui fut le premier collecteur de cette espèce en 1966.